# Ottobiano
Ottobiano är en ort och kommun i provinsen Pavia i regionen Lombardiet i Italien. Kommunen hade 1 106 invånare (2018).